# Skowron
Skowron (niem. Lerchenberg, 472 m n.p.m.) – wzniesienie w północnej części Grzbietu Małego Gór Kaczawskich, położone na północny zachód od Płoszczynki, gdzie łączy się z Wapienną. Ku zachodowi odchodzi od niego kilka bocznych ramion z Zadnią i Strzyżowcem.
Zbudowany jest w południowo-zachodniej części ze staropaleozoicznych skał metamorficznych – zieleńców i łupków zieleńcowych oraz fyllitów i łupków kwarcowo-serycytowych, należących do metamorfiku kaczawskiego, poprzecinanych żyłami wulkanicznych porfirów. W części północnej zalegają na nich osady górnokredowe – margle ilaste, wapienie margliste oraz piaskowce i zlepieńce. Porośnięty jest lasem świerkowym z bukiem i dębem, z polanami zajętymi przez pola i łąki, z których rozciągają się dalekie widoki.